# Antheroporum
Antheroporum es un género de plantas con flores con tres especies perteneciente a la familia Fabaceae.

## Taxonomía
El género fue descrito por François Gagnepain y publicado en Notulae Systematicae. Herbier du Museum de Paris 3: 180. 1915.

## Especies aceptadas
A continuación se brinda un listado de las especies del género Antheroporum aceptadas hasta julio de 2014, ordenadas alfabéticamente. Para cada una se indica el nombre binomial seguido del autor, abreviado según las convenciones y usos.	 
- Antheroporum glaucum Z.Wei
- Antheroporum harmandii Gagnep.
- Antheroporum pierrei Gagnep.